# 多爾多涅河
多爾多涅河（法語：Dordogne，法語發音：[dɔʁdɔɲ] ⓘ）是法國的一條河流，位於該國西南部，河道全長483公里，流域面積23,870平方公里，平均流量每秒450立方米，發源自蒙多尔，在昂贝斯角与加龍河汇聚为吉伦特河口。

## 外部連結
- The Dordogne at the Sandre database （页面存档备份，存于）
- The Dordogne Valley in the Lot department (website in french) （页面存档备份，存于）